# 細浦駅
細浦駅（ほそうらえき）は、岩手県大船渡市末崎（まっさき）町字細浦にある、東日本旅客鉄道（JR東日本）大船渡線BRT（バス高速輸送システム）のバス停留所である。元々は同社の大船渡線の鉄道駅であった。

## 歴史
- 1933年（昭和8年）12月15日：開業[2]。
- 1972年（昭和47年）1月1日：貨物の取り扱いを廃止[2]。
- 1983年（昭和58年）3月10日：荷物扱いを廃止[3]。駅員無配置駅となり[4]、簡易委託化。
- 1987年（昭和62年）4月1日：国鉄分割民営化により、JR東日本の駅となる[2]。
- 2011年（平成23年）3月11日：東北地方太平洋沖地震（東日本大震災）による津波で駅舎が流失。
- 2013年（平成25年）
  - 3月2日：BRTにより仮復旧。駅は県道上に移設。
  - 9月28日：バス専用道の延伸に伴い、BRT用の駅舎を旧駅舎の位置から約80メートル小友駅寄りに整備し駅を移設[5]。
- 2020年（令和2年）4月1日：気仙沼駅 - 盛駅間の鉄道事業廃止により、鉄道駅としては廃駅となる[6][7]。

## 駅構造
旧ホームと線路を撤去した専用道上にBRT用の駅舎が整備されている。構内は2車線である。
震災前は単式ホーム1面1線を有する地上駅で、駅舎はホームより低いところにあった。盛駅管理の簡易委託駅で、常備券を販売していた。また、ホームには待合所が設置されており、震災後も流されずに残っていた。

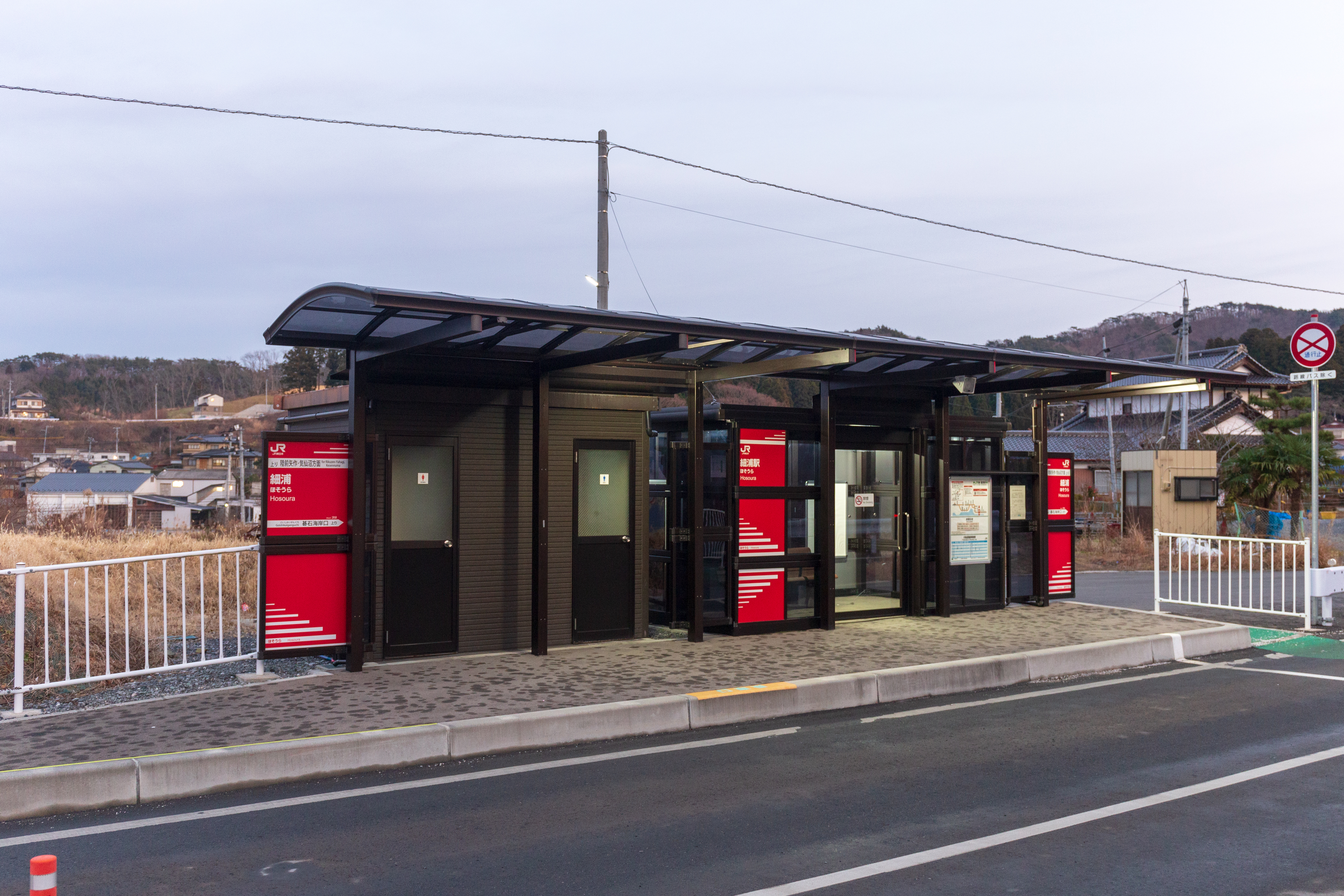
BRT駅舎（2018年12月）

## 利用状況
JR東日本によると、2023年度（令和5年度）の1日平均乗車人員は20人である。
2000年度（平成12年度）以降の推移は以下のとおりである。なお、2010年度（平成22年度）までは鉄道運行時の統計である。
| 1日平均乗車人員推移 | 1日平均乗車人員推移 | 1日平均乗車人員推移 | 1日平均乗車人員推移 |
| 年度                | 鉄道                | BRT                 | 出典                |
| ------------------- | ------------------- | ------------------- | ------------------- |
| 2000年（平成12年）  | 121                 | 未開業              | [ 鉄道 1 ]          |
| 2001年（平成13年）  | 102                 | 未開業              | [ 鉄道 2 ]          |
| 2002年（平成14年）  | 99                  | 未開業              | [ 鉄道 3 ]          |
| 2003年（平成15年）  | 101                 | 未開業              | [ 鉄道 4 ]          |
| 2004年（平成16年）  | 97                  | 未開業              | [ 鉄道 5 ]          |
| 2005年（平成17年）  | 91                  | 未開業              | [ 鉄道 6 ]          |
| 2006年（平成18年）  | 105                 | 未開業              | [ 鉄道 7 ]          |
| 2007年（平成19年）  | 101                 | 未開業              | [ 鉄道 8 ]          |
| 2008年（平成20年）  | 92                  | 未開業              | [ 鉄道 9 ]          |
| 2009年（平成21年）  | 88                  | 未開業              | [ 鉄道 10 ]         |
| 2010年（平成22年）  | 80                  | 未開業              | [ 鉄道 11 ]         |
| 2011年（平成23年）  | 運休                | 未開業              |                     |
| 2012年（平成24年）  | 運休                | 未開業              |                     |
| 2013年（平成25年）  | 運休                | 18                  | [ BRT 2 ]           |
| 2014年（平成26年）  | 運休                | 21                  | [ BRT 3 ]           |
| 2015年（平成27年）  | 運休                | 29                  | [ BRT 4 ]           |
| 2016年（平成28年）  | 運休                | 26                  | [ BRT 5 ]           |
| 2017年（平成29年）  | 運休                | 23                  | [ BRT 6 ]           |
| 2018年（平成30年）  | 運休                | 22                  | [ BRT 7 ]           |
| 2019年（令和元年）  | 運休                | 20                  | [ BRT 8 ]           |
| 2020年（令和02年）  | 廃止                | 11                  | [ BRT 9 ]           |
| 2021年（令和03年）  | 廃止                | 18                  | [ BRT 10 ]          |
| 2022年（令和04年）  | 廃止                | 16                  | [ BRT 11 ]          |
| 2023年（令和05年）  | 廃止                | 20                  | [ BRT 1 ]           |

## 駅周辺
- 岩手県道38号大船渡広田陸前高田線
- 岩手県道275号碁石海岸線
- 細浦郵便局
- 細浦漁港

## 隣の停留所
東日本旅客鉄道（JR東日本）
■大船渡線BRT
□快速・■普通
碁石海岸口駅 - 細浦駅 - 大船渡丸森駅

### かつて存在した鉄道路線
東日本旅客鉄道（JR東日本）
■大船渡線
小友駅 - 細浦駅 - 下船渡駅

### 記事本文
1. 1 2 3 4 5  『週刊 JR全駅・全車両基地』 56号 新庄駅・気仙沼駅・鳴子温泉駅ほか80駅、朝日新聞出版〈週刊朝日百科〉、2013年9月15日、26頁。
2. 1 2 3 4  石野哲（編）『停車場変遷大事典 国鉄・JR編 Ⅱ』（初版）JTB、1998年10月1日、486頁。ISBN 978-4-533-02980-6。
3. ↑  「日本国有鉄道公示第212号」『官報』第16828号1983年3月9日。
4. ↑  「「通報」●大船渡線矢越駅ほか10駅の駅員無配置について（旅客局）」『鉄道公報』日本国有鉄道総裁室文書課、1983年3月9日、2面。
5. ↑  「大船渡線BRT 臨時駅・新駅の設置及び専用道の供用開始について (PDF)」（プレスリリース）、東日本旅客鉄道盛岡支社、2013年7月11日。2013年7月17日時点のオリジナル (PDF)よりアーカイブ。
6. ↑  「気仙沼線（柳津～気仙沼間）及び大船渡線（気仙沼～盛間）における鉄道事業の廃止の日の繰上げの届出について (PDF)」（プレスリリース）、東日本旅客鉄道、2020年1月31日。2020年2月6日閲覧。
7. ↑  「鉄道事業の廃止の届出に係る廃止の日の繰上げについて (PDF)」（プレスリリース）、国土交通省東北運輸局、2020年1月29日。2020年2月1日時点のオリジナル (PDF)よりアーカイブ。2020年2月6日閲覧。

### 利用状況

#### 鉄道
1. ↑  「JR東日本：各駅の乗車人員（2000年度）」東日本旅客鉄道。2025年7月14日閲覧。
2. ↑  「JR東日本：各駅の乗車人員（2001年度）」東日本旅客鉄道。2025年7月14日閲覧。
3. ↑  「JR東日本：各駅の乗車人員（2002年度）」東日本旅客鉄道。2025年7月14日閲覧。
4. ↑  「JR東日本：各駅の乗車人員（2003年度）」東日本旅客鉄道。2025年7月14日閲覧。
5. ↑  「JR東日本：各駅の乗車人員（2004年度）」東日本旅客鉄道。2025年7月14日閲覧。
6. ↑  「JR東日本：各駅の乗車人員（2005年度）」東日本旅客鉄道。2025年7月14日閲覧。
7. ↑  「JR東日本：各駅の乗車人員（2006年度）」東日本旅客鉄道。2025年7月14日閲覧。
8. ↑  「JR東日本：各駅の乗車人員（2007年度）」東日本旅客鉄道。2025年7月14日閲覧。
9. ↑  「JR東日本：各駅の乗車人員（2008年度）」東日本旅客鉄道。2025年7月14日閲覧。
10. ↑  「JR東日本：各駅の乗車人員（2009年度）」東日本旅客鉄道。2025年7月14日閲覧。
11. ↑  「JR東日本：各駅の乗車人員（2010年度）」東日本旅客鉄道。2025年7月14日閲覧。

#### BRT
1. 1 2  「BRT駅別乗車人員（2023年度） | 企業サイト：JR東日本」東日本旅客鉄道。2025年7月14日閲覧。
2. ↑  「BRT駅別乗車人員（2013年度）：JR東日本」東日本旅客鉄道。2025年7月14日閲覧。
3. ↑  「BRT駅別乗車人員（2014年度）：JR東日本」東日本旅客鉄道。2025年7月14日閲覧。
4. ↑  「BRT駅別乗車人員（2015年度）：JR東日本」東日本旅客鉄道。2025年7月14日閲覧。
5. ↑  「BRT駅別乗車人員（2016年度）：JR東日本」東日本旅客鉄道。2025年7月14日閲覧。
6. ↑  「BRT駅別乗車人員（2017年度）：JR東日本」東日本旅客鉄道。2025年7月14日閲覧。
7. ↑  「BRT駅別乗車人員（2018年度）：JR東日本」東日本旅客鉄道。2025年7月14日閲覧。
8. ↑  「BRT駅別乗車人員（2019年度）：JR東日本」東日本旅客鉄道。2025年7月14日閲覧。
9. ↑  「BRT駅別乗車人員（2020年度） | 企業サイト：JR東日本」東日本旅客鉄道。2025年7月14日閲覧。
10. ↑  「BRT駅別乗車人員（2021年度） | 企業サイト：JR東日本」東日本旅客鉄道。2025年7月14日閲覧。
11. ↑  「BRT駅別乗車人員（2022年度） | 企業サイト：JR東日本」東日本旅客鉄道。2025年7月14日閲覧。